# Giro dell'Umbria

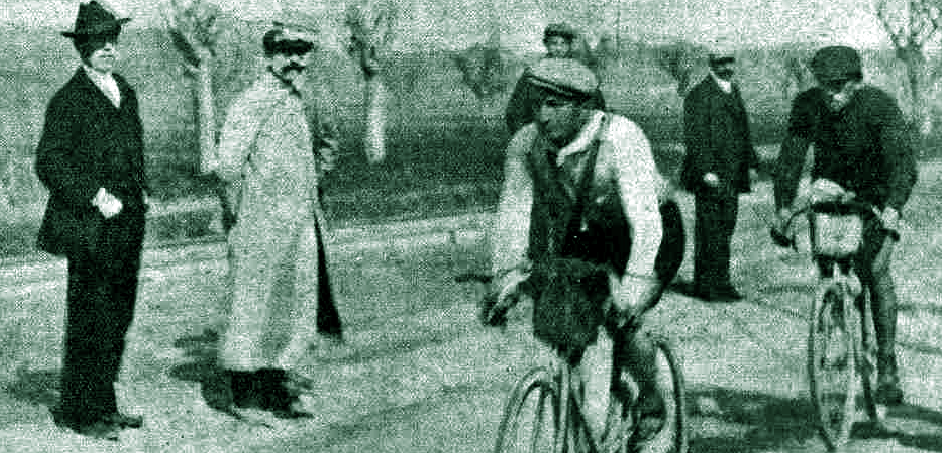
Giro dell'Umbria 1910

Il Giro dell'Umbria è stata una corsa in linea e una corsa a tappe (nelle edizioni 1919, 1953, 1954 e 1955) maschile di ciclismo su strada, che si è svolta in Umbria, in Italia, dal 1910 al 1991.

## Albo d'oro
Aggiornato all'edizione 1991.
| Anno      | Vincitore                | Secondo                  | Terzo                    |
| --------- | ------------------------ | ------------------------ | ------------------------ |
| 1910      | Alfredo Tibiletti        | Luigi Cagna              | Attilio Mantovani        |
| 1911      | Giuseppe Azzini          | Camillo Bertarelli       | Labindo Mancinelli       |
| 1912      | Giuseppe Bonfanti        | Luigi Lucotti            | Giovanni Bassi           |
| 1913-1918 | non disputato            | non disputato            | non disputato            |
| 1919      | Arturo Ferrario          | Lorenzo Cerutti          | Marzio Germonio          |
| 1920-1921 | non disputato            | non disputato            | non disputato            |
| 1922      | Michele Gordini          |                          |                          |
| 1923      | Giovanni Trentarossi     | Guido Messeri            | Alfredo Ciotti           |
| 1924      | Pietro Bestetti          | Michele Gordini          | Domenico Sangiorgi       |
| 1925      | non disputato            | non disputato            | non disputato            |
| 1926      | Emilio Petiva            | Alfredo Barducci         | Azeglio Terreni          |
| 1927      | non disputato            | non disputato            | non disputato            |
| 1928      | Leonida Frascarelli      |                          |                          |
| 1929      | Marcello Neri            |                          |                          |
| 1930      | Ambrogio Morelli         | Remo Bertoni             | Antonio Liguori          |
| 1931      | Ettore Meini             | Attilio Pavesi           | Ascanio Arcangeli        |
| 1932      | Giovanni Mancinelli      | Ascanio Arcangeli        | Ernesto Taddei           |
| 1933      | Aldo Bini                | Aladino Mealli           | Giovanni Mancinelli      |
| 1934-1937 | non disputato            | non disputato            | non disputato            |
| 1938      | Secondo Magni            | Ascanio Arcangeli        | Osvaldo Corsinovi        |
| 1939      | Giordano Cottur          | Vasco Bergamaschi        | Giovanni De Stefanis     |
| 1940      | Aldo Ronconi             | Glauco Servadei          | Mario De Benedetti       |
| 1941-1946 | non disputato            | non disputato            | non disputato            |
| 1947      | Alberto Roggi            | Giuseppe Petrocchi       | Augusto Gregori          |
| 1948      | Tino Cargioli            |                          |                          |
| 1949      | Amédée Rolland           | Nazzareno Moretti        | Fausto Morini            |
| 1950      | Renzo Soldani            | Luciano Frosini          | Umberto Drei             |
| 1951      | non disputato            | non disputato            | non disputato            |
| 1952      | Mario Rosario            | Fernando Desideri        | Noè Conti                |
| 1953      | Pietro Nascimbene        | Bruno Tognaccini         | Gianfranco Sobrero       |
| 1954      | Giuseppe Marcoccia       | Virgilio Rezzi           | Italo Mazzacurati        |
| 1955      | Ardelio Trapé            | Carlo Azzini             | Giuseppe Morini          |
| 1956      | Bruno Tognaccini         |                          |                          |
| 1957-1969 | non disputato            | non disputato            | non disputato            |
| 1970      | Gianni Motta             | Renato Laghi             | Donato Giuliani          |
| 1971      | Antoon Houbrechts        | Luigi Sgarbozza          | Roberto Poggiali         |
| 1972      | Enrico Paolini           | Roberto Poggiali         | Arnaldo Caverzasi        |
| 1973      | Giancarlo Polidori       | Fabrizio Fabbri          | Antonio Salutini         |
| 1974      | Francesco Moser          | Franco Bitossi           | Felice Gimondi           |
| 1975      | Francesco Moser          | Fabrizio Fabbri          | Giovanni Battaglin       |
| 1976      | Roberto Poggiali         | Antoon Houbrechts        | Enrico Paolini           |
| 1977      | Francesco Moser          | Franco Bitossi           | Giacinto Santambrogio    |
| 1978      | Gianbattista Baronchelli | Giovanni Battaglin       | Mario Beccia             |
| 1979      | Carmelo Barone           | Pierino Gavazzi          | Silvano Contini          |
| 1980      | Roberto Ceruti           | Carmelo Barone           | Palmiro Masciarelli      |
| 1981      | Francesco Moser          | Jean-Marie Grezet        | Pierino Gavazzi          |
| 1982      | Gianbattista Baronchelli | Emanuele Bombini         | Giovanni Mantovani       |
| 1983      | Francesco Moser          | Marino Lejarreta         | Gianbattista Baronchelli |
| 1984      | Mario Beccia             | Gianbattista Baronchelli | Silvano Contini          |
| 1985      | Claudio Corti            | Marino Amadori           | Giuseppe Passuello       |
| 1986      | Stefano Colagè           | Roberto Pagnin           | Palmiro Masciarelli      |
| 1987      | Silvano Contini          | Francesco Cesarini       | Renato Piccolo           |
| 1988      | Luigi Furlan             | Luigi Botteon            | Danilo Gioia             |
| 1989      | Stefano Colagè           | Ivan Ivanov              | Michele Moro             |
| 1990      | Massimo Ghirotto         | Daniel Castro            | Edoardo Rocchi           |
| 1991      | Edoardo Rocchi           | Michele Moro             | Massimiliano Lelli       |